# Liste de films de vampires
Ceci est une liste non exhaustive des films de vampires.

## Films
| Titre VF                                                              | Titre VO                                           | Réalisateur                                         | Année | Origine                             |
| --------------------------------------------------------------------- | -------------------------------------------------- | --------------------------------------------------- | ----- | ----------------------------------- |
| Fright Night 2                                                        | Fright Night 2                                     | Eduardo Rodríguez                                   | 2013  | États-Unis                          |
| Vampire humaniste cherche suicidaire consentant                       | Vampire humaniste cherche suicidaire consentant    | Ariane Louis-Seize                                  | 2023  | Canada                              |
| Nosferatu                                                             | Nosferatu                                          | Robert Eggers                                       | 2024  | États-Unis                          |
| Dracula Untold                                                        | Dracula Untold                                     | Gary Shore                                          | 2014  | États-Unis                          |
| 30 jours de nuit                                                      | 30 Days of Night                                   | David Slade                                         | 2007  | États-Unis                          |
| Only lovers left alive                                                | Only lovers left alive                             | Jim Jarmusch                                        | 2013  | États-Unis                          |
| 30 jours de nuit : Jours sombres                                      | 30 Days of Night: Dark Days                        | Ben Ketai                                           | 2010  | États-Unis                          |
| Abraham Lincoln, chasseur de vampires                                 | Abraham Lincoln: Vampire Hunter                    | Timur Bekmambetov                                   | 2012  | États-Unis                          |
| The Addiction                                                         | The Addiction                                      | Abel Ferrara                                        | 1995  | États-Unis                          |
| Morbius                                                               | Morbius                                            | Daniel Espinosa                                     | 2022  | États-Unis                          |
| Against the Dark                                                      | Against the Dark                                   | Richard Crudo (en)                                  | 2009  | États-Unis                          |
| Aux frontières de l'aube                                              | Near Dark                                          | Kathryn Bigelow                                     | 1987  | États-Unis                          |
| Le Baiser du vampire                                                  | The Kiss of the Vampire                            | Don Sharp                                           | 1963  | Royaume-Uni                         |
| Le Bal des vampires                                                   | The Fearless Vampire Killers                       | Roman Polanski                                      | 1967  | États-Unis                          |
| El barón Brákola                                                      | El barón Brákola                                   | José Díaz Morales                                   | 1965  | Mexique                             |
| Baron vampire                                                         | Gli orrori del castello di Norimberga              | Mario Bava                                          | 1972  | Italie                              |
| Billy the Kid contre Dracula                                          | Billy the Kid vs. Dracula                          | William Beaudine                                    | 1966  | États-Unis                          |
| Bitten                                                                | Bitten                                             | Harvey Glazer                                       | 2008  | Canada                              |
| Blacula, le vampire noir                                              | Blacula                                            | William Crain (en)                                  | 1972  | États-Unis                          |
| Blade                                                                 | Blade                                              | Stephen Norrington                                  | 1998  | États-Unis                          |
| Blade 2                                                               | Blade II                                           | Guillermo Del Toro                                  | 2002  | États-Unis                          |
| Blade: Trinity                                                        | Blade: Trinity                                     | David S. Goyer                                      | 2004  | États-Unis                          |
| Blood                                                                 | Blood                                              | Andy Milligan                                       | 1974  | États-Unis                          |
| Blood of the Virgins                                                  | Sangre de vírgenes                                 | Emilio Vieyra                                       | 1967  | Argentine                           |
| Blood: The Last Vampire                                               | Buraddo Za Rasuto Vanpaia                          | Hiroyuki Kitakubo                                   | 2000  | Japon                               |
| Blood: The Last Vampire                                               | Blood: The Last Vampire                            | Chris Nahon                                         | 2009  | Chine, Japon, France, Argentine     |
| BloodRayne                                                            | BloodRayne                                         | Uwe Boll                                            | 2005  | Allemagne, États-Unis               |
| BloodRayne II: Deliverance                                            | BloodRayne II: Deliverance                         | Uwe Boll                                            | 2007  | Allemagne, Canada                   |
| BloodRayne: The Third Reich                                           | BloodRayne: The Third Reich                        | Uwe Boll                                            | 2010  | Allemagne, Canada, États-Unis       |
| Bloodsuckers                                                          | Bloodsuckers                                       | Ulli Lommel                                         | 1997  | États-Unis                          |
| Bloodsuckers                                                          | Bloodsuckers                                       | Matthew Hastings                                    | 2005  | Canada                              |
| Bloodsucking Rose                                                     | Chi o suu bara                                     | Michio Yamamoto                                     | 1974  | Japon                               |
| Bloody Mallory                                                        | Bloody Mallory                                     | Julien Magnat                                       | 2002  | France Espagne                      |
| Bloodz vs. Wolvez                                                     | Bloodz vs. Wolvez                                  | Zachary Winston Snygg                               | 2006  | États-Unis                          |
| Buffy, tueuse de vampires                                             | Buffy the Vampire Slayer                           | Fran Rubel Kuzui                                    | 1992  | États-Unis                          |
| Byzantium                                                             | Byzantium                                          | Neil Jordan                                         | 2012  | Royaume-Uni                         |
| Capitaine Kronos, tueur de vampires                                   | Captain Kronos - Vampire Hunter                    | Brian Clemens                                       | 1974  | Royaume-Uni                         |
| Capulina contra los monstruos                                         | Capulina contra los monstruos                      | Miguel Morayta                                      | 1974  | Mexique                             |
| Carmilla                                                              | The Carmilla Movie                                 | Spencer Maybee                                      | 2017  | Canada                              |
| El castillo de los monstruos                                          | El castillo de los Monstruos                       | Julian Soler                                        | 1958  | Mexique                             |
| Le Cauchemar de Dracula                                               | Horror of Dracula                                  | Terence Fisher                                      | 1958  | Royaume-Uni                         |
| Les Charlots contre Dracula                                           | Les Charlots contre Dracula                        | Jean-Pierre Vergne                                  | 1980  | France                              |
| Le Château de Dracula                                                 | Blood of Dracula's Castle                          | Al Adamson                                          | 1969  | États-Unis                          |
| Les Chevaliers du futur                                               | Knights                                            | Albert Pyun                                         | 1993  | États-Unis                          |
| Les Cicatrices de Dracula                                             | Scars of Dracula                                   | Roy Ward Baker                                      | 1970  | Royaume-Uni                         |
| L'Assistant du vampire                                                | Cirque du Freak: the vampire's assistant           | Paul Weitz                                          | 2009  | États-Unis                          |
| Le Cirque des vampires                                                | Vampire Circus                                     | Robert Young                                        | 1972  | Royaume-Uni                         |
| Le Club des monstres                                                  | The Monster Club                                   | Roy Ward Baker                                      | 1981  | Royaume-Uni                         |
| Comtesse Dracula                                                      | Countess Dracula                                   | Peter Sasdy                                         | 1971  | Royaume-Uni                         |
| Count Dracula                                                         | Count Dracula                                      | Philip Saville                                      | 1977  | Royaume-Uni                         |
| Le Crépuscule des morts                                               | Soul's Midnight                                    | Harry Basil                                         | 2006  | États-Unis                          |
| Cronos                                                                | Cronos                                             | Guillermo del Toro                                  | 1993  | Mexique                             |
| Curse of the Vampires                                                 | Dugo ng vampira                                    | Gerardo de León                                     | 1971  | Philippines États-Unis              |
| Dark Shadows                                                          | Dark Shadows                                       | Tim Burton                                          | 2012  | États-Unis                          |
| Daybreakers                                                           | Daybreakers                                        | Peter Spierig et Michael Spierig                    | 2010  | Australie États-Unis                |
| Les Démoniaques                                                       | Les Démoniaques                                    | Jean Rollin                                         | 1974  | France Belgique                     |
| Le Dernier Voyage du Demeter                                          | The Last Voyage of the Demeter                     | André Øvredal                                       | 2023  | États-Unis                          |
| Les Deux Orphelines vampires                                          | Les Deux Orphelines vampires                       | Jean Rollin                                         | 1997  | France                              |
| Deux Nigauds contre Frankenstein                                      | Abbott & Costello Meet Frankenstein                | Charles Barton                                      | 1948  | États-Unis                          |
| Docteur Dracula (en)                                                  | Doctor Dracula                                     | Paul Aratow et Al Adamson                           | 1978  | États-Unis                          |
| Dracula                                                               | Bram Stoker's Dracula                              | Francis Ford Coppola                                | 1992  | États-Unis                          |
| Dracula                                                               | Dracula                                            | Tod Browning                                        | 1931  | États-Unis                          |
| Drácula                                                               | Dracula                                            | George Melford                                      | 1931  | États-Unis                          |
| Dracula                                                               | Dracula                                            | Jack Nixon-Browne                                   | 1973  | Canada                              |
| Dracula                                                               | Dracula                                            | John Badham                                         | 1979  | États-Unis Royaume-Uni              |
| Dracula                                                               | Dracula                                            | Bill Eagles                                         | 2006  | Royaume-Uni                         |
| Dracula 2001                                                          | Wes Craven Presents Dracula 2000                   | Patrick Lussier                                     | 2000  | États-Unis                          |
| Dracula II : Ascension                                                | Wes Craven Presents Dracula II: Ascension          | Patrick Lussier                                     | 2003  | États-Unis                          |
| Dracula III : Legacy                                                  | Dracula III : Legacy                               | Patrick Lussier                                     | 2005  | États-Unis                          |
| Dracula 3000                                                          | Dracula 3000                                       | Darrell Roodt                                       | 2004  | États-Unis                          |
| Dracula 73                                                            | Dracula A.D. 72                                    | Alan Gibson                                         | 1972  | Royaume-Uni                         |
| Dracula au Pakistan                                                   | Zinda Laash                                        | Khwaja Sarfraz                                      | 1967  | Pakistan                            |
| Dracula contre Frankenstein                                           | Los monstruos del terror                           | Hugo Fregonese, Tulio Demicheli, Eberhard Meichsner | 1970  | Espagne Allemagne Italie            |
| Dracula contre Frankenstein ou Dracula à la recherche de Frankenstein | Dracula vs. Frankenstein                           | Al Adamson                                          | 1971  | États-Unis                          |
| Dracula et ses femmes vampires                                        | Dracula                                            | Dan Curtis                                          | 1973  | États-Unis                          |
| Dracula et les femmes                                                 | Dracula has risen from the Grave                   | Freddie Francis                                     | 1968  | Royaume-Uni                         |
| Dracula in Istanbul                                                   | Drakula Istanbul'da                                | Mehmet Muhtar                                       | 1953  | Turquie                             |
| Dracula, mort et heureux de l'être                                    | Dracula : dead and loving it                       | Mel Brooks                                          | 1995  | États-Unis France                   |
| Dracula père et fils                                                  | Dracula père et fils                               | Édouard Molinaro                                    | 1976  | France                              |
| Dracula, prince des ténèbres                                          | Dracula, Prince of Darkness                        | Terence Fisher                                      | 1966  | Royaume-Uni                         |
| Dracula, prisonnier de Frankenstein                                   | Drácula contra Frankenstein                        | Jesús Franco                                        | 1972  | Espagne France                      |
| Dracula vit toujours à Londres                                        | The Satanic Rites of Dracula                       | Alan Gibson                                         | 1973  | Royaume-Uni                         |
| Drakula halála                                                        | Drakula halála                                     | Karoly Lajthay                                      | 1921  | Hongrie Autriche France             |
| Drink, Slay, Love                                                     | Drink, Slay, Love                                  | Vanessa Parise                                      | 2017  | États-Unis                          |
| Embrasse-moi, vampire                                                 | Vampire's Kiss                                     | Robert Bierman                                      | 1989  | États-Unis                          |
| Les Enfants de Frankenstein                                           | Grave of the Vampire                               | John Hayes                                          | 1974  | États-Unis                          |
| Entretien avec un vampire                                             | Interview With the Vampire                         | Neil Jordan                                         | 1994  | États-Unis                          |
| Et mourir de plaisir                                                  | Il sangue e la rosa                                | Roger Vadim                                         | 1960  | France Italie                       |
| L'Étreinte du vampire                                                 | Embrace of the Vampire                             | Anne Goursaud                                       | 1995  | États-Unis                          |
| Fascination (film, 1979)                                              | Fascination                                        | Jean Rollin                                         | 1979  | France                              |
| La Fiancée de Dracula                                                 | La Fiancée de Dracula                              | Jean Rollin                                         | 2002  | France                              |
| La Fille de Dracula                                                   | Dracula's Daughter                                 | Lambert Hillyer                                     | 1936  | États-Unis                          |
| La Fille de Dracula                                                   | A Filha de Dracula                                 | Jesús Franco                                        | 1972  | France Portugal                     |
| Le Fils de Dracula                                                    | Son Of Dracula                                     | Robert Siodmak                                      | 1943  | États-Unis                          |
| Fright Night                                                          | Fright Night                                       | Craig Gillespie                                     | 2011  | États-Unis                          |
| From Dracula with Love                                                | Kamitsukitai-Dorakiyura yori ai-O                  | Shusuke Kaneko                                      | 1991  | Japon                               |
| La Furie des vampires                                                 | La Noche de Walpurgis                              | León Klimovsky                                      | 1971  | Espagne Allemagne                   |
| Génération perdue                                                     | The Lost Boys                                      | Joel Schumacher                                     | 1987  | États-Unis                          |
| Génération perdue 2                                                   | Lost Boys: The Tribe                               | P. J. Pesce                                         | 2008  | États-Unis Canada                   |
| Génération perdue 3 : L'origine du mal                                | Lost Boys: The Thirst                              | Dario Piana                                         | 2010  | États-Unis Allemagne Afrique du Sud |
| Le Grand Amour du comte Dracula                                       | El gran amor del conde Drácula                     | Javier Aguirre                                      | 1972  | Espagne                             |
| La Nuit des vampires                                                  | Der Fluch der grünen Augen                         | Ákos von Ráthonyi                                   | 1964  | Allemagne Yougoslavie               |
| He Never Died                                                         | He Never Died                                      | Jason Krawczyk                                      | 2016  | États-Unis, Canada                  |
| Her Morbid Desires                                                    | Her Morbid Desires                                 | Edward L. Plumb                                     | 2008  | États-Unis                          |
| Hercule contre les vampires                                           | Ercole al centro della terra                       | Mario Bava & Franco Prosperi                        | 1961  | Italie                              |
| Higanjima                                                             | Higanjima, Escape from vampire island              | Kim Tae-gyun                                        | 2010  | Corée du Sud, Japon                 |
| Hysterical                                                            | Hysterical                                         | Chris Bearde                                        | 1983  | États-Unis                          |
| Innocent Blood                                                        | Innocent Blood                                     | John Landis                                         | 1992  | États-Unis                          |
| Jesus Christ vampire hunter                                           | Jesus Christ vampire hunter                        | Lee Demarbre                                        | 2001  | Canada                              |
| Journal Intime d'un vampire                                           | Journal Intime d'un vampire                        | Ted Nicolaou (en)                                   | 1997  | Roumanie États-Unis                 |
| Killer Barbys contra Dracula                                          | Killer Barbys vs. Dracula                          | Jesús Franco                                        | 2002  | Espagne Allemagne                   |
| The Kiss                                                              | The Kiss                                           | Scott Madden                                        | 2008  | États-Unis                          |
| Kung Fu Vampire Killers                                               | Kung Fu Vampire Killers                            | Phil Davison                                        | 2001  | Nouvelle-Zélande                    |
| La Légende des sept vampires d'or                                     | The Legend Of The 7 Golden Vampires                | Roy Ward Baker                                      | 1974  | Hong Kong Royaume-Uni               |
| Laisse-moi entrer                                                     | Let Me In                                          | Matt Reeves                                         | 2010  | États-Unis                          |
| Leptirica                                                             | Leptirica                                          | Djordje Kadijevic                                   | 1973  | Yougoslavie                         |
| Les immortels de la nuit                                              | Wolvesbayne                                        | Griff Furst                                         | 2009  | États-Unis                          |
| Lesbian Vampire Killers                                               | Lesbian Vampire Killers                            | Phil Claydon                                        | 2009  | Royaume-Uni                         |
| Let's Scare Jessica to Death                                          | Let's Scare Jessica to Death                       | John D. Hancock                                     | 1971  | États-Unis                          |
| Lèvres de sang                                                        | Lèvres de sang                                     | Jean Rollin                                         | 1974  | France                              |
| Les Lèvres rouges                                                     | Les Lèvres rouges                                  | Harry Kümel                                         | 1971  | Belgique France Allemagne           |
| Londres après minuit                                                  | London After Midnight                              | Tod Browning                                        | 1927  | États-Unis                          |
| La Soif du vampire                                                    | Lust for a Vampire                                 | Jimmy Sangster                                      | 1971  | Royaume-Uni                         |
| Mad Monster Party?                                                    | Mad Monster Party?                                 | Jules Bass                                          | 1967  | États-Unis                          |
| La Maison de Frankenstein                                             | House Of Frankenstein                              | Erle C. Kenton                                      | 1944  | États-Unis                          |
| La Maison de Dracula                                                  | House Of Dracula                                   | Erle C. Kenton                                      | 1945  | États-Unis                          |
| La Maison qui tue                                                     | The house that dripped blood                       | Peter Duffell                                       | 1971  | Royaume-Uni                         |
| Les Maîtresses de Dracula                                             | The brides of Dracula                              | Terence Fisher                                      | 1960  | Royaume-Uni                         |
| Malenka la Vampire                                                    | Malenka                                            | Amando de Ossorio                                   | 1968  | Italie Espagne                      |
| Mama Dracula                                                          | Mama Dracula                                       | Boris Szulzinger                                    | 1980  | Belgique                            |
| Le Manoir du diable                                                   | Le Manoir du diable                                | Georges Méliès                                      | 1896  | France                              |
| Marinaleda                                                            | Marinaleda                                         | Louis Séguin                                        | 2023  | France                              |
| La Marque du Vampire                                                  | Mark of the Vampire                                | Tod Browning                                        | 1935  | États-Unis                          |
| Martin                                                                | Martin                                             | George A. Romero                                    | 1977  | États-Unis                          |
| Mary, Bloody Mary                                                     | Mary, Mary, Bloody Mary                            | Juan Lopez Moctezuma                                | 1975  | Mexique États-Unis                  |
| Le Masque du démon                                                    | La Maschera del demonio                            | Mario Bava                                          | 1960  | Italie                              |
| Une messe pour Dracula                                                | Taste the blood of Dracula                         | Peter Sasdy                                         | 1970  | Royaume-Uni                         |
| The Monster Squad                                                     | The Monster Squad                                  | Fred Dekker                                         | 1987  | États-Unis                          |
| Moon Child                                                            | Moon Child                                         | Takahisa Zeze                                       | 2003  | Japon                               |
| Morse                                                                 | Låt den rätte komma in                             | Tomas Alfredson                                     | 2008  | Suède                               |
| Les Morsures de l'aube                                                | Les Morsures de l'aube                             | Antoine de Caunes                                   | 2001  | France                              |
| La Morte vivante                                                      | La morte vivante                                   | Jean Rollin                                         | 1982  | France                              |
| Nadja                                                                 | Nadja                                              | Michael Almereyda                                   | 1994  | États-Unis                          |
| Night Junkies                                                         | Night Junkies                                      | Lawrence Pearce                                     | 2007  | Royaume-Uni                         |
| Nightmare in blood                                                    | Nightmare in blood                                 | John Stanley                                        | 1978  | États-Unis                          |
| Nosferatu le vampire                                                  | Nosferatu, eine Symphonie des Grauens              | Friedrich Wilhelm Murnau                            | 1922  | Allemagne États-Unis                |
| Nosferatu, fantôme de la nuit                                         | Nosferatu: Phantom der Nacht                       | Werner Herzog                                       | 1979  | Allemagne                           |
| Nosferatu à Venise                                                    | Nosferatu a Venecia                                | Augusto Caminito                                    | 1988  | Italie                              |
| Not of This Earth                                                     | Not of This Earth                                  | Roger Corman                                        | 1957  | États-Unis                          |
| Nous sommes la nuit                                                   | Wir sind die Nacht                                 | Dennis Gansel                                       | 2010  | Allemagne                           |
| Les Nuits de Dracula                                                  | Count Dracula                                      | Jesús Franco                                        | 1970  | Espagne                             |
| Une nuit en enfer                                                     | From Dusk Till Dawn                                | Robert Rodriguez                                    | 1996  | États-Unis                          |
| Une nuit en enfer 2 : Le Prix du sang                                 | From Dusk Till Dawn 2: Texas Blood Money           | Scott Spiegel                                       | 1999  | États-Unis                          |
| Une nuit en enfer 3 : La Fille du bourreau                            | From Dusk Till Dawn 3: The Hangman's Daughter      | P.J. Pesce (en)                                     | 1999  | États-Unis                          |
| Old Dracula                                                           | Old Dracula                                        | Clive Donner                                        | 1974  | Royaume-Uni                         |
| L'Ombre du vampire                                                    | Shadow of the vampire                              | E. Elias Merhige                                    | 2000  | Royaume-Uni États-Unis Luxembourg   |
| La Peau blanche                                                       | La Peau blanche                                    | Daniel Roby                                         | 2004  | Québec                              |
| Le Petit Vampire                                                      | The Little Vampire                                 | Uli Edel                                            | 2000  | Allemagne Pays-Bas                  |
| Les Prédateurs                                                        | The Hunger                                         | Tony Scott                                          | 1983  | États-Unis Royaume-Uni              |
| Les Proies du vampire                                                 | El vampiro                                         | Fernando Mendez                                     | 1957  | Mexique                             |
| Rage                                                                  | Rabid                                              | David Cronenberg                                    | 1977  | Canada                              |
| Razor Blade Smile                                                     | Razor Blade Smile                                  | Jake West                                           | 1998  | Royaume-Uni                         |
| La Reine des damnés                                                   | Queen of the Damned                                | Michael Rymer                                       | 2002  | États-Unis                          |
| La Reine des vampires                                                 | Bordello of Blood                                  | Gilbert Adler (en)                                  | 1996  | États-Unis                          |
| Le Retour de Dracula                                                  | The Return of Dracula                              | Paul Landres                                        | 1958  | États-Unis                          |
| Priest                                                                | Priest                                             | Scott Charles Stewart                               | 2011  | États-Unis                          |
| Revamped                                                              | Revamped                                           | Jeff Rector                                         | 2008  | États-Unis                          |
| Revenant (en)                                                         | Modern Vampires                                    | Richard Elfman (en)                                 | 1998  | États-Unis                          |
| Rise                                                                  | Rise : Blood Hunter                                | Sebastian Gutierrez                                 | 2007  | États-Unis                          |
| La Sagesse des crocodiles                                             | The Wisdom of crocodiles                           | Po-Chih Leong                                       | 1998  | Royaume-Uni                         |
| Du sang pour Dracula                                                  | Andy Warhol's Dracula                              | Paul Morrissey                                      | 1974  | Italie France                       |
| Santo contre le trésor de Dracula                                     | Santo en El tesoro de Drácula                      | René Cardona                                        | 1968  | Mexique                             |
| Santo en la venganza de las mujeres vampiro                           | Santo en la venganza de las mujeres vampiro        | Federico Curiel                                     | 1970  | Mexique                             |
| Santo et Blue Demon contre Dracula et le Loup-Garou                   | Santo y Blue Demon contra Drácula y el Hombre Lobo | Miguel M. Delgado                                   | 1973  | Mexique                             |
| Scream, Blacula, Scream                                               | Scream, Blacula, Scream                            | Bob Kelljan                                         | 1973  | États-Unis                          |
| Les Sévices de Dracula                                                | Twins Of Evil                                      | John Hough                                          | 1971  | Royaume-Uni                         |
| Soif de sang                                                          | Thirst                                             | Rod Hardy                                           | 1979  | Australie                           |
| Stake Land                                                            | Stake Land                                         | Jim Mickle                                          | 2010  | États-Unis                          |
| Stay Alive                                                            | Stay Alive                                         | William Brent Bell                                  | 2006  | États-Unis                          |
| Sundown : the vampire in retreat                                      | Sundown: the vampire in retreat                    | Anthony Hickox                                      | 1991  | États-Unis                          |
| Superman contre les femmes vampires                                   | Santo vs. las mujeres vampiro                      | Alfonso Corona Blake                                | 1962  | Mexique                             |
| Tale of a Vampire                                                     | Tale of a vampire                                  | Shimako Satō                                        | 1992  | Royaume-Uni                         |
| A Taste of Blood                                                      | A Taste of Blood                                   | Herschell Gordon Lewis                              | 1967  | États-Unis                          |
| Les temps sont durs pour les vampires                                 | Tempi duri per i vampiri                           | Steno                                               | 1959  | Italie                              |
| Tendre Dracula                                                        | Tendre Dracula                                     | Pierre Grunstein                                    | 1974  | France                              |
| Thicker than water : the Vampire diaries part 1                       | Thicker than water: the Vampire diaries part 1     | Phil Messerer                                       | 2008  | États-Unis                          |
| Thirst, ceci est mon sang                                             | Bakjwi                                             | Park Chan-wook                                      | 2009  | Corée du Sud                        |
| Le Train des épouvantes                                               | Dr. Terror's House of Horrors                      | Freddie Francis                                     | 1965  | Royaume-Uni                         |
| Traitement de choc (film, 1973)                                       | Traitement de choc                                 | Alain Jessua                                        | 1973  | France                              |
| Twilight, chapitre I : Fascination                                    | Twilight                                           | Catherine Hardwicke                                 | 2008  | États-Unis                          |
| Twilight, chapitre II : Tentation                                     | New Moon                                           | Chris Weitz                                         | 2009  | États-Unis                          |
| Twilight, chapitre III : Hésitation                                   | Eclipse                                            | David Slade                                         | 2010  | États-Unis                          |
| Twilight, chapitre IV : Révélation                                    | Breaking Dawn - Part 1                             | Bill Condon                                         | 2011  | États-Unis                          |
| Twilight, chapitre V : Révélation                                     | Breaking Dawn - Part 2                             | Bill Condon                                         | 2012  | États-Unis                          |
| Ultraviolet                                                           | Ultraviolet                                        | Kurt Wimmer                                         | 2006  | États-Unis                          |
| Underworld                                                            | Underworld                                         | Len Wiseman                                         | 2003  | États-Unis                          |
| Underworld 2 : Évolution                                              | Underworld: Evolution                              | Len Wiseman                                         | 2006  | États-Unis                          |
| Underworld 3 : Le Soulèvement des Lycans                              | Underworld: Rise of the Lycans                     | Patrick Tatopoulos                                  | 2009  | États-Unis                          |
| Underworld : Nouvelle Ère                                             | Underworld : Awakening                             | Måns Mårlind                                        | 2012  | États-Unis                          |
| Vampire                                                               | Vampire                                            | Alice Guy                                           | 1920  | États-Unis                          |
| Vampire                                                               | Vampire                                            | E.W. Swackhamer                                     | 1979  | États-Unis                          |
| The Vampire                                                           | The Vampire                                        | Robert G. Vignola                                   | 1913  | États-Unis                          |
| Vampires                                                              | Vampires                                           | John Carpenter                                      | 1998  | États-Unis                          |
| Vampires 2 : Adieu vampires                                           | Vampires: Los Muertos                              | Tommy Lee Wallace                                   | 2002  | États-Unis                          |
| Un vampire à Brooklyn                                                 | Vampire in Brooklyn                                | Wes Craven                                          | 1995  | États-Unis                          |
| Vampire Academy                                                       | Vampire Academy                                    | Mark Waters                                         | 2014  | États-Unis                          |
| Le Vampire de ces dames                                               | Love at first bite                                 | Stan Dragoti                                        | 1980  | États-Unis                          |
| Le Vampire de l'espace                                                | Not of This Earth                                  | Jim Wynorski                                        | 1988  | États-Unis                          |
| Vampire Hunter D : Bloodlust                                          | Banpaia hantâ D                                    | Yoshiaki Kawajiri                                   | 2000  | Japon                               |
| Vampire Hunter D : Chasseur de vampires                               | Banpaia hantâ D                                    | Toyoo Ashida                                        | 1985  | Japon                               |
| Les Vampires                                                          | I vampiri                                          | Riccardo Freda, Mario Bava                          | 1957  | Italie                              |
| Vampires à La Havane                                                  | ¡Vampiros en La Habana!                            | Juan Padrón                                         | 1985  | Cuba                                |
| Les Vampires du désert                                                | The Forsaken                                       | J.S. Carbone                                        | 2001  | États-Unis                          |
| Les Passions des vampires                                             | The Vampire Lovers                                 | Roy Ward Baker                                      | 1970  | Royaume-Uni                         |
| Le Vampire et le sang des vierges                                     | Die Schlagengrube und das Pendel                   | Harald Reinl                                        | 1967  | Allemagne                           |
| Las alegres vampiras de Vögel                                         | Las alegres vampiras de Vögel                      | Julio Pérez Tabernero                               | 1975  | Espagne                             |
| Vampire, vous avez dit vampire ?                                      | Fright Night                                       | Tom Holland                                         | 1985  | États-Unis                          |
| Vampire... vous avez dit vampire ? II                                 | Fright Night Part 2                                | Tommy Lee Wallace                                   | 1988  | États-Unis                          |
| Vampire World                                                         | The Breed                                          | Michael Oblowitz                                    | 2001  | États-Unis Hongrie                  |
| Vampyr, ou l'Étrange Aventure de David Gray                           | Vampyr - Der Traum des Allan Grey                  | Carl Theodor Dreyer                                 | 1932  | Danemark                            |
| The Vampyr: a soap opera                                              | The Vampyr: a soap opera                           | Nigel Finch et Robert Chevara                       | 1992  | Royaume-Uni                         |
| Vampyres                                                              | Vampyres                                           | Jose Ramon Larraz                                   | 1974  | Royaume-Uni                         |
| Vampyros Lesbos                                                       | Vampyros Lesbos                                    | Jesús Franco                                        | 1970  | Allemagne                           |
| Van Helsing                                                           | Van Helsing                                        | Stephen Sommers                                     | 2004  | États-Unis République tchèque       |
| Vierges et Vampires                                                   | Vierges et vampires                                | Jean Rollin                                         | 1971  | France                              |
| Le Village vampire                                                    | The Village Vampire                                | Edwin Frazee                                        | 1916  | États-Unis                          |
| Le Viol du vampire                                                    | Le viol du vampire                                 | Jean Rollin                                         | 1968  | France                              |
| Waxwork                                                               | Waxwork                                            | Anthony Hickox                                      | 1988  | États-Unis                          |
| Waxwork 2                                                             | Waxwork II: Lost in Time                           | Anthony Hickox                                      | 1992  | États-Unis                          |
| Zoltan, le chien de Dracula                                           | Dracula's Dog                                      | Albert Band                                         | 1978  | États-Unis Italie                   |
| Zora la vampira                                                       | Zora la vampira                                    | Marco et Antonio Manetti                            | 2000  | Italie                              |

## Séries télévisées
| Titre VF                                | Titre VO                        | Réalisateur                                                    | Année     | Origine                                                        |
| --------------------------------------- | ------------------------------- | -------------------------------------------------------------- | --------- | -------------------------------------------------------------- |
| Van Helsing                             | Van Helsing                     | Neil LaBute                                                    | 2016      | États-Unis                                                     |
| Les Prédateurs                          | The Hunger                      | Jeff Fazio                                                     | 1997-2000 | Canada Royaume-Uni                                             |
| La Luna Sangre                          | La Luna Sangre                  | Malou N. Santos                                                | 2017-2018 | Philippines                                                    |
| Legacies                                | Legacies                        | Julie Plec                                                     | 2018      | États-Unis                                                     |
| Dracula                                 | Dracula                         | Steven Moffat Mark Gatiss                                      | 2019      | Royaume-Uni                                                    |
| Count Dracula                           | Count Dracula                   | Philip Saville                                                 | 1977      | Royaume-Uni                                                    |
| Chica vampiro                           | Chica vampiro                   | Marcela Citterio                                               | 2013      | Colombie                                                       |
| Les Monstres                            | The Munsters                    | Joe Connelly, Bob Mosher                                       | 1964-1966 | États-Unis                                                     |
| Dark Shadows                            | Dark Shadows                    | Dan Curtis                                                     | 1966-1971 | États-Unis                                                     |
| Les Vampires de Salem                   | Salem’s Lot                     | Tobe Hooper                                                    | 1979      | États-Unis                                                     |
| La Tante de Frankenstein                | Frankensteinova teta            | Allan Rune Pettersson                                          | 1986      | Allemagne Autriche Espagne France Italie Suède Tchécoslovaquie |
| La Malédiction de Collinwood            | Dark Shadows                    | Dan Curtis                                                     | 1991      | États-Unis                                                     |
| Le Justicier des ténèbres               | Forever Knight                  | Barry Cohen James D. Parriot                                   | 1992-1996 | Canada                                                         |
| Kindred : Le Clan des maudits           | Kindred: The Embraced           | John Leekley                                                   | 1996      | États-Unis                                                     |
| Buffy contre les vampires               | Buffy the Vampire Slayer        | Joss Whedon                                                    | 1997-2003 | États-Unis                                                     |
| Ultraviolet                             | Ultraviolet                     | Joe Ahearne                                                    | 1998      | Royaume-Uni                                                    |
| Angel                                   | Angel                           | Joss Whedon David Greenwalt                                    | 1999-2004 | États-Unis                                                     |
| Vampire High                            | Vampire High                    | Garry Blye Mark Shekter                                        | 2001-2002 | Canada                                                         |
| O Beijo do Vampiro                      | O Beijo do Vampiro              | Antônio Calmon                                                 | 2002-2003 | Brésil                                                         |
| Salem                                   | Salem's Lot                     | Rob Lowe                                                       | 2004      | États-Unis                                                     |
| Blade                                   | Blade: The Series               | David S. Goyer                                                 | 2006      | États-Unis                                                     |
| Young Dracula                           | Young Dracula                   | Danny Robins Dan Testell                                       | 2006-2014 | Royaume-Uni                                                    |
| Blood Ties                              | Blood Ties                      | Peter Mohan Tanya Huff                                         | 2007      | Canada                                                         |
| L'Antre                                 | The Lair                        | Fred Olen Ray                                                  | 2007-2009 | États-Unis                                                     |
| Moonlight                               | Moonlight                       | Ron Koslow Trevor Munson                                       | 2007-2008 | États-Unis                                                     |
| Being Human : La Confrérie de l'étrange | Being Human                     | Toby Whithouse                                                 | 2008-2013 | Royaume-Uni                                                    |
| True Blood                              | True Blood                      | Alan Ball                                                      | 2008-2014 | États-Unis                                                     |
| Demons                                  | Demons                          | Julian Murphy Johnny Capps Peter Tabern                        | 2009      | Royaume-Uni                                                    |
| Valemont                                | Valemont                        | Stefan Scaini                                                  | 2009      | États-Unis                                                     |
| Vampire Diaries                         | The Vampire Diaries             | Julie Plec                                                     | 2009-2017 | États-Unis                                                     |
| Destino Imortal                         | Destino Imortal                 | António Borges Correia José Manuel Fernandes Artur Ribeiro     | 2010      | Portugal                                                       |
| The Gates                               | The Gates                       | Grant Scharbo Richard Hatem                                    | 2010      | États-Unis                                                     |
| Pyaar Kii Ye Ek Kahaani                 | Pyaar Kii Ye Ek Kahaani         | Partho Mitra Raminder Singh Suri Ashish Shrivatav Nitesh Singh | 2010-2011 | Inde                                                           |
| Being Human                             | Being Human                     | Toby Whithouse                                                 | 2011-2014 | États-Unis                                                     |
| Ma baby-sitter est un vampire           | My Babysitter's a Vampire       | Jennifer Pertsch Tom McGillis Tim Burns                        | 2011-2012 | Canada                                                         |
| Death Valley                            | Death Valley                    | Eric Weinberg Curtis Gwinn Michael Cummings                    | 2011      | États-Unis                                                     |
| Vampire Idol                            | Baempaieo Aidol                 | Lee Geun-wook                                                  | 2011-2012 | Corée du Sud                                                   |
| Vampire Prosecutor                      | Baempaieo Geomsa                | Lee Seung-hoon                                                 | 2011-2012 | Corée du Sud                                                   |
| Vampire Ang Daddy Ko                    | Vampire Ang Daddy Ko            | Bibeth Orteza                                                  | 2013      | Philippines                                                    |
| Dracula                                 | Dracula                         | Jeff Davis                                                     | 2013-2014 | États-Unis                                                     |
| The Originals                           | The Originals                   | Julie Plec                                                     | 2013-     | États-Unis                                                     |
| Hemlock Grove                           | Hemlock Grove                   | Brian McGreevy                                                 | 2013-     | États-Unis                                                     |
| The Strain                              | The Strain                      | Guillermo del Toro                                             | 2014-     | États-Unis                                                     |
| Une nuit en enfer                       | From Dusk till Dawn: The Series | Robert Rodriguez                                               | 2014-     | États-Unis                                                     |
| Penny Dreadful                          | Penny Dreadful                  | John Logan                                                     | 2014-     | États-Unis Royaume-Uni                                         |
| Blood                                   | Beulleodeu                      | Ki Min-soo Lee Jae-hoon                                        | 2015      | Corée du Sud                                                   |
| Scholar Who Walks the Night             | Bameul Geotneun Seonbi          | Lee Sung-joon                                                  | 2015      | Corée du Sud                                                   |
| Entretien avec un vampire               | Interview with the vampire      | Rolin Jones                                                    | 2022-     | États-Unis                                                     |